# Andrzej Kazimierz Talwosz Steckiewicz
Andrzej Kazimierz Talwosz Steckiewicz herbu Łabędź – wojski oszmiański w latach 1674–1681, miecznik oszmiański w latach 1672–1674, podstarości oszmiański w latach 1666–1668.
W 1674 roku był elektorem Jana III Sobieskiego z powiatu oszmiańskiego.